# Medium (osoba)

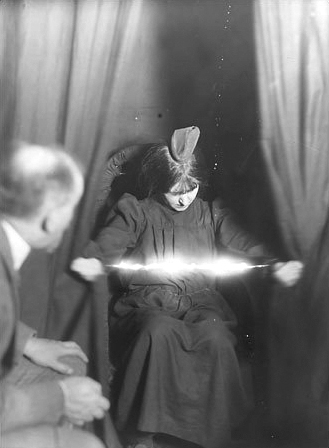
Światło rzekomo ukazujące się między rękoma medium, Evy Carrière; fotografia z 1912.

Medium (łac. „pośrednie” r. nij. od medius „pośredni”) – termin z zakresu spirytyzmu oraz spirytualizmu określający osobę, która twierdzi, że potrafi ustanowić połączenie pomiędzy duchami, duszami albo innymi nadprzyrodzonymi siłami a światem realnym. Zgodnie z tym wierzeniem osoba będąca medium jest kanałem umożliwiającym połączenie ze światem paranormalnym, by sprawdzić co się w nim dzieje, lub uzyskać jakieś istotne informacje. W gronie spirytualistów rozróżnia się kilka różnych typów medium. Często są to osoby, które (jak twierdzą) doświadczają wizji albo fizycznego i/lub psychicznego kontaktu z siłami paranormalnymi. Inne utrzymują, iż duchy przejmują kontrolę nad ich głosem i mową których używa do przekazywania wiadomości. Kolejne osoby przekonują, że potrafią skłonić duchy do manifestacji swojej obecności, na przykład poprzez telekinezę.
Kontakty ze zmarłymi lub innymi siłami nadprzyrodzonymi są zakorzenione od bardzo dawna w wielu wierzeniach na całym świecie, między innymi szamanizmie, mitologii greckiej, voodoo, umbanda, birmańskim kulcie natów, judaizmie (wróżka z Endor 1 Sm 28, 7) i New Age. Rozkwit działalności medium przypada na XIX wiek, jednak w wyniku szeroko zakrojonych badań, które podważyły ich prawdziwość, spirytyzm utracił wiarygodność i co za tym idzie popularność. Po dziś dzień nie udało się potwierdzić w ani jednym przypadku paranormalnych umiejętności osób podających się za medium. Nie przeszkadza to jednak zwolennikom teorii istnienia komunikacji ze światem astralnym.  

## Znani medium
- Czesław Klimuszko
- Helena Bławatska
- Siostry Fox
- Divaldo Pereira Franco
- Daniel Dunglas Home
- Krzysztof Jackowski (jasnowidz)
- Franek Kluski
- Eusapia Palladino
- James Van Praagh
- Ingo Swann
- Emanuel Swedenborg
- Chico Xavier
- Karol La’Pyrc